# ナブニット・セケラ
ナブニット・セケラ（Navniet Sekera、1971年10月22日 - ）は、ウッタルプラデーシュ警察の追加局長（ADG）を現在務めている、ウッタルプラデーシュ幹部の1996年バッチIPS役員である。 
1971年にウッタルプラデーシュ州フィロザバードのShikohabad地区にある中産階級の農家のYadav家で生まれた。父はマノーハル・シン・ヤダヴ（Manohar Singh Yadav）である。彼の妻であるプージャ・セケラ博士は社会活動家であり、抑圧に対する女性のエンパワーメントのために活動している。セケラは、ウッタルプラデーシュ州フィロザバード地区のシコハバードにあるオールボーイズ公立学校で正式な学校教育を受けた。その後、彼はIIT GATEをクラックし、IITルールキーMTECHに入学し、そこでコンピューターサイエンスとエンジニアリングを学んだ。彼はまた、2011年にインドビジネススクールでMBAを取得している。
セケラは1996年にインド警察に就職した。彼の最初の投稿は、警察の警視補（ASP）としてだったゴラクプール。2001年に、彼は警察の警視の階級に昇進した。彼は、2012年に（DIG）警察副監察官、2014年に警察監察官に任命され、その後、ウッタルプラデーシュ州マヒラ電力線の監察官（IG）に任命された。
セケラは女性と女児の問題に取り組んでいる。彼は、2012年にUP政府によって創設された「Women Power Line 1090」のコンセプトを立案し、組織した人物である。
セケラを題材にしたウェブシリーズ「Bhaukaal」 が制作された。この中で、テレビ俳優のMohit Rainaがセケラを演じている。